# Comitê Olímpico do Iêmen
Comitê Olímpico do Iêmen (Yemen Olympic Committee — código COI: YEM) é o Comitê Olímpico Nacional que representa o Iêmen. Foi criado em 1974 e formalmente reconhecido pelo COI em 1981.